# Chapelle des Pénitents blancs du Saint-Esprit
La Chapelle des Pénitents blancs du Saint-Esprit est une ancienne chapelle située dans le 2e arrondissement de Marseille, en France, inscrite aux monuments historiques depuis le 2 décembre 1932.

## Localisation
Située au 3 montée du Saint-Esprit, la chapelle est mitoyenne de l'église Notre-Dame des Accoules. Du fait de sa position en fond d’îlot au bout d'une ruelle privée elle est invisible depuis l'espace public. 

## Histoire
Les statuts des Pénitents blancs du Saint-Esprit sont approuvés par l’autorité diocésaine le 7 avril 1558. Mais la confrérie des pénitents dispose déjà depuis deux générations dans le cimetière de Accoules d’une petite chapelle plusieurs fois agrandie. Son aménagement intérieur est connu grâce à un « prix fait » (devis) de 1588.
Cette chapelle d'architecture gothique est le seul exemple de caseto du XVIe siècle qui subsiste à Marseille. Sur le modèle des chapelles de pénitents la caseto des Pénitents blancs est constituée d’une salle rectangulaire voûtée prolongée d’un chœur. Les « banques » (stalles) sont disposées le long de la nef. Au dessus des stalles des « tables » sculptées portent les noms des confrères.
L'historien Louis Antoine de Ruffi fait le récit d'un incident survenu en 1573 le jour de la Pentecôte. Les pénitents blancs du Saint-Esprit font voler dans leur chapelle une colombe enflammée qui brûle l’autel, ce qui met fin à cette coutume.

## De nos jours
La chapelle est occupée depuis les années 1950 par le Théâtre du Lacydon animé par l'association du Lacydon-la Major.